# Немања Костић
Немања Костић (23. априла 2004) српски је фудбалски голман који тренутно наступа за Радник из Сурдулице.

## Каријера
Немања Костић је почео да тренира у школи сурдуличког Радника, где је потом прошао све млађе категорије. После укидања ванредног стања изазваног епидемијом вируса корона, на седници Фудбалског савеза Србије одржаној 6. маја 2020. године озваничен је крај аматерских рангова и лига млађих категорија закључно са даном прекида. Истовремено је укинуто доигравање у Суперлиги Србије, уз проширење првенства на 20 клубова за наредну сезону. Први тим Радника је након тога започео припреме за окончање првенства, које је настављено последњег викенда истог месеца. Пошто је у правилник такмичења уведено обавезно коришћење бонус играча, спортски сектор клуба је у завршници првенства саставу прикључио играче из сопственог омладинског погона. Костић се по први пут нашао у званичном протоколу Суперлиге Србије у 28. колу, када је Радник гостовао Црвеној звезди на Стадиону Рајко Митић у Београду. Тада је и дебитовао у сениорској конкуренцији, заменивши пред голом презимењака Ивана у 86. минуту игре. На последње две утакмице, против нишког Радничког, односно Вождовца на крову Тржног центра, Немања Костић је имао улогу резервисте Николи Васиљевићу, те Ивану Костићу.

## Статистика

### Клупска
Ажурирано 29. новембра 2022.
| Клуб             | Сезона   | Лига             | Лига    | Лига   | Национални куп | Национални куп | Европа  | Европа | Остало  | Остало | Укупно  | Укупно |
| Клуб             | Сезона   | Дивизија         | Наступа | Голова | Наступа        | Голова         | Наступа | Голова | Наступа | Голова | Наступа | Голова |
| ---------------- | -------- | ---------------- | ------- | ------ | -------------- | -------------- | ------- | ------ | ------- | ------ | ------- | ------ |
| Радник Сурдулица | 2019/20. | Суперлига Србије | 1       | 0      | —              | —              | —       | —      | —       | —      | 1       | 0      |
| Радник Сурдулица | 2020/21. | Суперлига Србије | 0       | 0      | 0              | 0              | —       | —      | —       | —      | 0       | 0      |
| Радник Сурдулица | 2021/22. | Суперлига Србије | —       | —      | —              | —              | —       | —      | —       | —      | —       | —      |
| Радник Сурдулица | 2022/23. | Суперлига Србије | 0       | 0      | 0              | 0              | —       | —      | —       | —      | 0       | 0      |
| Радник Сурдулица | Укупно   | Укупно           | 1       | 0      | 0              | 0              | —       | —      | —       | —      | 1       | 0      |